# 弗拉基米尔·维克托罗维奇·斯米尔诺夫
弗拉基米尔·维克托罗维奇·斯米尔诺夫（俄语：Владимир Викторович Смирнов；1954年5月20日—1982年7月28日），前苏联男子击剑运动员。他曾获得1980年夏季奥运会击剑比赛男子花剑个人金牌、男子花剑团体银牌和男子重剑团体铜牌。

## 致命比賽
1982年7月19日，斯米爾洛夫於意大利羅馬參加1982年世界劍擊錦標賽八強賽期間，在與世界排名第二的西德選手馬蒂亞斯·貝爾對賽時，被對方劍尖鋸齒狀刀鋒插穿面罩、左眼及額葉，隨即陷入深度昏迷，送院後只有心臟維持跳動，其他器官需靠儀器協助，國營電視台指已屬臨床死亡，對治療無反應，腦幹神經反射消失，留醫9日後逝世，終年28歲，下葬於基輔。